# Ise-Klasse
Die Ise-Klasse (japanisch 伊勢型戦艦 Ise-gata senkan) war eine Klasse von zwei Schlachtschiffen der Kaiserlich Japanischen Marine, die im Ersten und Zweiten Weltkrieg zum Einsatz kamen. Beide Schiffe wurden im späteren Kriegsverlauf zu Hybridflugzeugträgern umgebaut, einer Mischung aus klassischem Schlachtschiff und Flugzeugträger.

## Entwicklungsgeschichte und Technische Daten

### Wettrüsten
Die Kaiserlich Japanische Marine versuchte bereits 1910, sich dem abzeichnenden Trend des „all-big-gun“-Schlachtschiffs, wie er in Großbritannien 1906 mit dem Bau der Dreadnought eingeläutet worden war, durch ein groß angelegtes Neubauprogramm anzupassen. Die Idee war zunächst, 70 % der Kampfkraft der United States Navy durch den Bau von je acht Schlachtschiffen und Schlachtkreuzern zu erreichen. Wenn auch letztlich 1922 von den Planern fallengelassen, wurden auf Basis dieses Plans die Mittel für vier Schlachtschiffe beantragt und die Gelder 1912 und 1913 durch den japanischen Staatshaushalt zur Verfügung gestellt.
Angefangen mit Fusō-Klasse, deren Bau 1912 begonnen wurde, sollte die folgende Schiffsklasse eine verbesserte Version der Fusō werden. Bei dieser neuen Klasse, nach dem Typschiff als Ise-Klasse bezeichnet, stellte man, wie bei der Fusō-Klasse, sechs Geschütztürme mit je zwei 356-mm-L/45-Geschützen entlang der Längsachse des Schiffskörpers auf, fasste aber die beiden Türme mittschiffs nah zusammen, so dass im Schiffsrumpf mehr Platz für die Antriebsanlagen zur Verfügung stand als noch bei der Fusō-Klasse. Im maritimen Wettrüsten vor dem Ersten Weltkrieg übertraf die Ise-Klasse mit zwölf Rohren sowohl die amerikanische New-York-Klasse als auch deren Nachfolger, die Nevada-Klasse von 1912, die mit nur je zehn 14-Zoll-Rohren (356 mm L/45) bestückt waren. Die 1913 begonnene amerikanische Pennsylvania-Klasse zog mit je zwölf Rohren gleichen Kalibers nach.

### Wasserverdrängung und Panzerschutz
Auf Kiel gelegt wurden beide Schiffe 1915, Ise von Kawasaki auf den Werftanlagen bei Kōbe und Hyuga von Mitsubishi auf der Werft bei Nagasaki. Mit einer geplanten Wasserverdrängung von 29.980 Tonnen und einer Schiffslänge von 208 Metern gehörten sie zu den größten Schlachtschiffen ihrer Zeit.
Die gepanzerte Zitadelle im Rumpf, die die Maschinenanlagen und Munitionsbunker umschloss, war an den Seiten bis zu 305 mm stark mit Stahl gepanzert, dieser Gürtelpanzer dünnte sich zum Bug und Heck hin auf 76 mm aus. Das Deck war über den wichtigen Schiffssystemen mit 65 mm gepanzert, in anderen Bereichen nahm die Stärke der Deckspanzerung auf 31 mm ab. Die Geschütztürme und die gepanzerte Kommandobrücke wiesen eine Panzerung aus bis zu 305 mm dickem Stahl auf. Die Kasematten der Sekundärartillerie waren mit bis zu 152 mm Stahlpanzerung geschützt.

### Antriebsanlagen
In der ursprünglichen Version waren die Schiffe der Ise-Klasse mit 24 durch Kohle befeuerten Dampfkesseln ausgerüstet. Die Anlagen wurden 1935–1937 ausgebaut, durch Kessel mit Ölfeuerung ersetzt und neue Turbinen eingebaut. Die Schiffe erreichten nach dem Abschluss dieser Arbeiten eine Geschwindigkeit von 25,4 Knoten.

### Bewaffnung
Die Hauptbewaffnung bestand aus sechs Geschütztürmen, die in Paaren, je zwei auf dem Vorschiff, zwei mittschiffs und zwei auf dem Achterdeck, aufgestellt waren. Jeder Turm beherbergte zwei 356-mm-L/45-Geschütze. Noch vor dem Zweiten Weltkrieg, um 1937, baute man bei allen älteren Schlachtschiffen die Türme um, so dass aus einer maximalen Rohrerhöhung von ursprünglich etwa 25° nun 45° wurden und sich die Reichweite deutlich erhöhte. Dieser Effekt wurde nicht durch eine Versetzung der Lagerzapfen erreicht, sondern durch das Absenken der inneren Turmeinrichtungen.
Da unterhalb der Türme an achtern nicht genug Raum für diese Arbeiten zur Verfügung stand, verzichtete man bei den hinteren Türmen auf der Ise-Klasse auf diese Arbeiten und beließ diese Türme mit ihrer geringeren Rohrerhöhung und Reichweite. Da die Verschlüsse der umgebauten Türme nur bei einer Rohrerhöhung von höchstens 25° geöffnet werden konnten, sank die Schussrate deutlich ab, weil die Geschütze zum Laden aus einer 45°-Position zunächst wieder auf unter 25° abgesenkt werden mussten.
Die Sekundärartillerie bestand aus achtzehn 140-mm-L/50-Geschützen, die in Kasematten zu je neun an backbord und steuerbord zusammengefasst waren. Die Schiffe hatten ursprünglich sechs in den Rumpf integrierte, Unterwassertorpedorohre. Diese wurden im Zuge des ersten Umbaus 1935–1937, gemeinsam mit zweien der 18 140-mm-L/50-Geschütze, entfernt.
Auch die ursprünglich verwendeten, auf dem Vickers 2-Pdr Mk. VIII basierenden vier 40-mm/62-„HI“-Typ-91-Flugabwehrkanonen tauschte man beim ersten Umbau gegen 25 mm/60 Typ 96 Model 1 aus und stockte ihre Zahl auf zehn auf.

### Erste Umbauten
Nach langer Einsatzzeit im Frieden wurde das Schiff zwischen 1935 und 1937 umfassend modernisiert. Der Rumpf wurde verbreitert und verlängert, die Antriebsanlage verstärkt. Der erste Schornstein wurde ausgebaut, während der vordere Dreibeinmast der Ise durch den Anbau zahlreicher Plattformen zu einem sogenannten Pagodenmast umgestaltet wurde. Dabei wurden auch acht neue Typ 89 12,7-cm-Flugabwehrkanonen an Stelle der veralteten Typ 3 8-cm-Flugabwehrkanonen eingebaut (vier Zwillinge). Statt der provisorischen Bordflugzeuge erhielt das Schiff jetzt auch ein Katapult, ein kleines Abstelldeck und einen niederlegbaren Kran zur Wiederanbordnahme der Schwimmerflugzeuge, von denen üblicherweise drei an Bord waren.
Danach blieb die Ise bis zur Schlacht von Midway weitgehend unverändert, ausgenommen einige Veränderungen am Pagodenturm und den Einbau der ersten zehn 25-mm-Flak-Doppellafetten, und abgesehen davon, dass sie kurz vor der schicksalhaften Schlacht als eines der ersten japanischen Schiffe mit Radar ausgerüstet worden war (Probeanlage Modell 21 vorn am Hauptentfernungsmesser auf dem Pagodenturm). Das Schiff behielt diese Anlage bis zur Versenkung. 1944 kamen zwei Seeraumüberwachungsanlagen Modell 22 mit ihren charakteristischen Doppelhorn-Antennen beiderseits des Pagodenmastes hinzu, später im selben Jahr (anders als bei der Hyuga) auch zwei Luftraum-Überwachungsanlagen Typ 13 schräg hinten beidseits über dem sternförmigen Plattformkranz des Hauptmastes. Ob der Einbau von „Typ 13“ tatsächlich durchgeführt wurde, war zeitweise umstritten, doch zeigen japanische Filmaufnahmen vom Oktober 1944 (bei Leyte) die Antennen, und am Wrack sind nach dem Krieg auf Fotos die Halterungen, die beschädigte Steuerbordantenne und die offenbar als Folge der Treffer-Vibrationen bei der Versenkung auf das Flugdeck gefallene Backbordantenne ebenfalls noch sichtbar.

### Unterscheidungsmerkmale
Gegenüber dem Schwesterschiff Hyuga waren bei der Ise nach den Umbauten der dreißiger Jahre einige Details des Pagodenmastes abweichend ausgeführt. Nach dem Umbau zum Hybridträger waren beide Schiffe jedoch wieder weitgehend baugleich. Der optisch wichtigste Unterschied, an denen sich beide Schiffe seitdem noch relativ leicht auseinanderhalten ließen, ist vor allem die Großmaststenge, die bei der Ise hinter und bei der Hyuga vor dem Hauptmast angebracht war.

### Umbau zum Hybridflugzeugträger

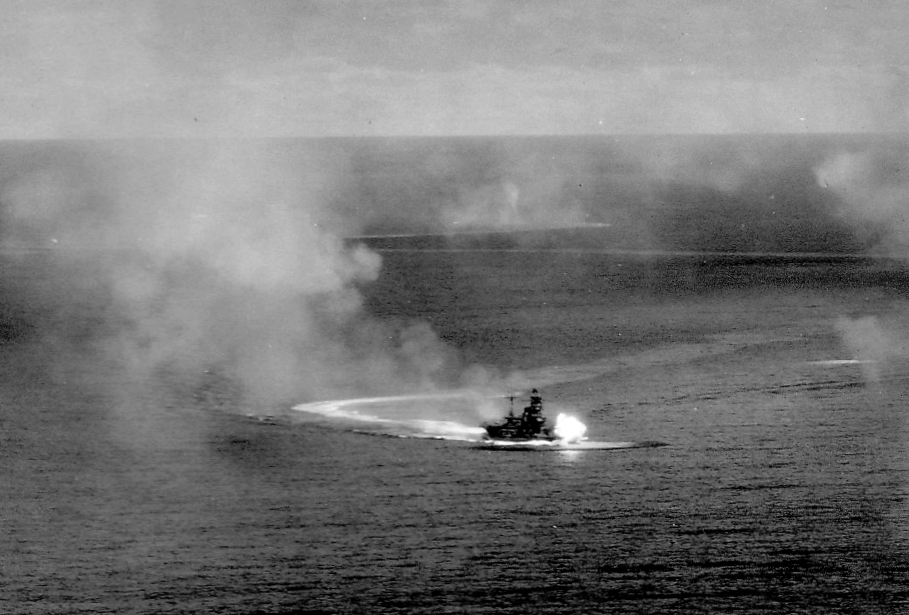
Die Ise feuert ihre Hauptgeschütze auf amerikanische Flugzeuge in der Schlacht bei Cape Engaño ab

Nachdem Japan in der Schlacht von Midway vier Flugzeugträger verloren hatte, bestand Bedarf an zusätzlicher Flugdeckkapazität, was zu einem der wohl spektakulärsten Umbauversuche der gesamten Schifffahrtsgeschichte führte. Die Schiffe der Ise-Klasse hatten vorne, achtern und mittschiffs je zwei Doppeltürme von 356 mm Kaliber. Die Geschütze achtern wurden entfernt und ein Flugdeck aufgebaut. Dieses Deck war nicht als Abflug- oder Landedeck gedacht, sondern war eigentlich nur ein Rangierdeck, auf dem Flugzeuge für den Start vorbereitet werden konnten. Es hatte einen Belag aus Beton, was zur Gewichtskompensation der fehlenden Geschütztürme nötig war, da sonst achtern der Tiefgang zu stark abgenommen hätte. Darunter befand sich ein Hangar, der durch einen Aufzug mit dem Flugdeck verbunden war. Der Hangar war 25 Meter breit, verjüngte sich zum Heck aber auf 11 Meter. So konnten die Schiffe bis zu 22 Flugzeuge transportieren: neun im Hangar, elf an Deck und zwei weitere auf den Katapulten. Die beiden Katapulte waren je 25 Meter lang und befanden sich mittschiffs.
Eine Landefläche gab es nicht, es konnten nur neben dem Schiff wassernde Schwimmerflugzeuge wieder aufgenommen werden. Allerdings kam die Flugdeckkonstruktion nie zum Einsatz. Die Anzahl der vorgesehenen Yokosuka-D4Y-Suisei-(„Judy“)-Sturzkampfflugzeuge mit Radfahrwerk (geplant 22 pro Schiff) wurde halbiert, weil diese nur auf einem Flugfeld an Land oder einem „richtigen“ Flugzeugträger landen konnten. Um wenigstens einen Teil der Maschinen wieder an Bord aufnehmen zu können, wurden stattdessen je Schiff elf Schwimmer-Sturzbomber vom Typ Aichi E16A Zuiun („Paul“) übernommen, aber sie konnten als Schwimmerflugzeuge mit den modernen Radflugzeugen leistungsmäßig nicht konkurrieren. Auch das zugrundeliegende Konzept, die einmal gestarteten Flugzeuge nach ihrer Rückkehr mit einem Kran langwierig aus dem Wasser zu bergen, ließ sich nicht mit den Erfordernissen der schnell wechselnden Bedrohungslagen im modernen Seekrieg vereinen. So waren die E16A-Maschinen hauptsächlich als Aufklärungsflugzeuge vorgesehen. Im Mai 1944 erhielt die Ise ihre Bordfliegergruppe der 634. Kōkūtai. Das Training der Piloten war aber bis Oktober 1944 nicht abgeschlossen, und so entschied Admiral Matsuda (der die Trägerdivision 4 mit Ise und Hyuga seinerzeit kommandierte), die Flugzeuge an Landbasen auf Formosa abzugeben und die Schiffe wieder als reine Schlachtschiffe einzusetzen.
Nur ergänzend ist darauf hinzuweisen, dass die japanische Marine bereits mit den Kreuzern der Tone-Klasse und später mit der Oyodo über Schiffe mit einer „halbseitigen“ Flugzeugausrüstung achtern verfügte und das Konzept des sog. „Hybridträgers“ auch bei dem bei Midway beschädigten Schweren Kreuzer Mogami umsetzte, die ebenfalls achtern ein großes Flugdeck statt der ursprünglichen 203-mm-Geschütztürme erhielt, allerdings dort ohne Hangar. Zugleich mit dem Umbau zum Hybridträger wurde die Luftabwehrbewaffnung verstärkt. Unter Wegfall der 140-mm-Kasemattgeschütze wurde die schwere Flak auf acht 127-mm-Geschütze in Zwillingslafetten verdoppelt, und die zehn 25-mm-Doppellafetten wurden durch 19 Drillingslafetten gleichen Kalibers ersetzt. 1944 wurden nochmals zwölf 25-mm-Drillingslafetten ergänzt, davon acht beidseits des Hangars knapp unterhalb des Flugdecks und vier auf den Decken der überhöhten 356-mm-Türme, wobei für diese die Plattformen bereits 1943 vorbereitet worden waren. Elf transportable 25-mm-Einzelgeschütze konnten zudem auf dem Flugdeck aufgebaut werden.
Zuletzt wurden beidseits des achteren Flugdeckunterbaus auf jeder Seite je drei 28-rohrige Raketenwerfer installiert, die unter gewaltiger Rauchentwicklung ungelenkte Raketen mit einem Kaliber von 120 mm abfeuerten. Die Entwicklung der Waffe war unter großem Zeitdruck erfolgt, so dass sie auf Basis der Lafette der in großer Zahl vorhandenen Typ-96-25-mm-L/60-Drillingsmaschinenkanone geplant wurde. An die beiden Seiten der Lafette setzte man zwei Verschläge aus Blech, hinter die sich die Bedienmannschaft beim Start zum Schutz vor dem Rückstrahl der Raketen in Deckung begeben konnte. In der Mitte war ein Kasten montiert, in dem sich drei Reihen mit je sechs und zwei Reihen mit je fünf Rohren befanden. Die Raketen wurden elektrisch ausgelöst und hatten Verzögerungszünder von 5,5 bis 8,5 Sekunden bei einer maximalen Reichweite von etwa 4800 Metern. Eine Ladung von 28 Raketen konnte innerhalb von 10 Sekunden abgefeuert werden. Die Raketen selbst wogen je 23,9 kg und waren mit einem Spreng-Brand-Sprengkopf ausgestattet. Auch wenn das Waffensystem für eine schnelle Steigerung der Flugabwehrfähigkeit der Schiffe sorgte und in der Schlacht von Leyte verwendet wurde, gibt es keine Berichte über einen Abwehrerfolg durch diese Raketenwerfer.

## Schiffe der Ise-Klasse

### Ise
Die Ise wurde im Mai 1915 in Kōbe von Kawasaki auf Kiel gelegt und lief im November 1916 vom Stapel. Sie wurde 1937 und 1938 beim Konflikt mit China eingesetzt und patrouillierte unter anderem vor der chinesischen Küste. Im Pazifikkrieg wurde sie zunächst defensiv eingesetzt, erlitt aber 1942 eine Fehlfunktion in einem der Wellentunnel, und ein Maschinenraum wurde geflutet. Nach dem Abschluss der Reparaturen wurde sie ab Februar 1943 zum Hybridflugzeugträger umgebaut. Sie transportierte Anfang 1944 Truppen nach Truk und wurde im Oktober 1944 in der Schlacht von Leyte bei Kap Engaño als Köder für amerikanische Flugzeugträger eingesetzt. Beim Angriff von Trägerflugzeugen wurde sie am 25. durch rund 35 Nahtreffer von Fliegerbomben beschädigt, kehrte aber nach Japan zurück. Sie wurde dort am 24. und am 28. Juli 1945 von Flugzeugen angegriffen und sank im flachen Wasser auf Grund. Das Wrack wurde nach dem Krieg zerlegt und verschrottet.

### Hyūga
Die Hyūga wurde im Mai 1915 in Nagasaki von Mitsubishi auf Kiel gelegt und lief im Januar 1917 vom Stapel. 1937 wurde sie zur Unterstützung japanischer Landungsoperationen in China eingesetzt und transportierte unter anderem Marineinfanterie. Im Pazifikkrieg wurde sie nicht offensiv eingesetzt, und bereits im April 1943 begann der Umbau zum Hybridflugzeugträger. Im Oktober 1944 wurde sie in der Schlacht von Leyte, gemeinsam mit der Masse der verbliebenen japanischen Flugzeugträger, als Köderschiff eingesetzt und wurde zum Ziel amerikanischer Luftangriffe. Sie wurde beschädigt, kehrte jedoch nach Japan zurück. Am 24. Juli 1945 wurde sie erneut zum Ziel von Luftangriffen und sackte nach mehreren Bombentreffern südlich von Kure auf den seichten Grund. Sie wurde nach dem Krieg abgewrackt.

## Belege und Verweise